# 童家岙遗址
30°05′54.9″N 121°13′31.7″E / 30.098583°N 121.225472°E
童家岙遗址是属于河姆渡文化的一处古遗址，位于浙江省慈溪市横河镇童岙村北部、大埠头自然村东北部，发现于1955年。1979年发掘时出土一系列磨制石器和陶器，判定为河姆渡文化第四文化层遗址，距今年代6000至7000年。第三次全国文物普查期间的2009年3月，慈溪市文物部门对此地进行钻探，发现此遗址与余姚鲻山遗址、宁波傅家山遗址同属于河姆渡文化早期，且保存较为完好。2011年1月，童家岙遗址成为第六批浙江省文物保护单位。